# Тодор Лаловски
Тодор Иванов Лаловски е български общественик, кмет на град Орхание.

## Биография
Роден е в Орхание и произхожда от видната фамилия Лаловци.
Точната дата на започване на неговото управление на Орхание не е ясна. Най-ранният документ с неговия подпис е от 1912 г. По време на неговото кметуване се откриват три училища в Орхание, а през септември 1912 г. се създават първите гимназиални паралелки. През Балканската, Междусъюзническата и Първата световна война се отпускат материални и парични средства за семействата на войници и офицери. През 1913 г. в града са настанени румънски войски. По това време избухва и холерна епидемия. Кмет е до 16 април 1919 г., когато е освободен със заповед на Министъра на вътрешните работи.
Деец е на Македоно-одринската организация. Делегат е на Осмия македоно-одрински конгрес от Орханийското дружество.